# Великий метеор 1783 года
Великий метеор 1783 года — появление над Британскими островами в виде процессии ярких метеоров, которое произошло вечером 18 августа 1783 года между 21:15 и 21:30 по Гринвичу. Последующий анализ наблюдений показал, что метеорит вошел в атмосферу Земли над Северным морем, прошёл над восточным побережьем Шотландии, над Англией, Ла-Маншем и в конце концов распался над юго-западной Францией или северной Италией. Общая длина пути небесного тела в атмосфере составила около 1600 км, которые оно преодолело за время не менее 30 секунд.
По уникальному стечению природных явлений, падение метеорита совпало по времени с крупнейшим базальтовым извержением вулкана Лаки в Исландии, которое тем летом оказало крайне сильное влияние на европейскую погоду в виде обширного распространения серного смога-тумана и сильных штормов. Метеор был предметом многочисленных дискуссий в научном журнале «Философские труды Королевского общества» и предметом подробного исследования Чарльза Благдена.

## Воспоминания очевидцев
Было много свидетелей. Возможно, самым выдающимся из них был Тиберий Кавалло, итальянский естествоиспытатель, который случайно оказался среди группы людей на террасе Виндзорского замка в момент появления метеора. Кавалло опубликовал свой отчет об этом явлении в т. 74 «Философских трудов»:

Несколько вспышек яркого света, очень похожих на северное сияние, сначала наблюдались в северной части неба и вскоре были распознаны как исходящие от круглого светящегося тела, видимый диаметр которого равнялся половине диаметра Луны и которое оставалось почти неподвижным в северной части неба. […] Этот шар сначала казался светящимся слабым голубоватым светом, возможно, из-за того, что он только что загорелся, или из-за того, что наблюдался сквозь дымку; но постепенно он усилил свечение и вскоре начал двигаться, сначала поднимаясь над горизонтом в косом направлении к востоку. Его курс в этом направлении был очень коротким, возможно, на пять или шесть градусов; после чего он направился на восток […] Его свет был потрясающим. Каждый объект был виден очень отчетливо; весь вид на местность, в прекрасной перспективе перед террасой, мгновенно осветился.Оригинальный текст (англ.)
Some flashes of lambent light, much like the aurora borealis, were first observed on the northern part of the heavens, which were soon perceived to proceed from a roundish luminous body, whose apparent diameter equaled half that of the moon, and almost stationary in the same point of the heavens [...]  This ball at first appeared of a faint bluish light, perhaps from appearing just kindled, or from its appearing through the haziness; but it gradually increased its light, and soon began to move, at first ascending above the horizon in an oblique direction towards the east. Its course in this direction was very short, perhaps of five or six degrees; after which it directed its course towards the east [...] Its light was prodigious. Every object appeared very distinct; the whole face of the country, in that beautiful prospect before the terrace, being instantly illuminated.

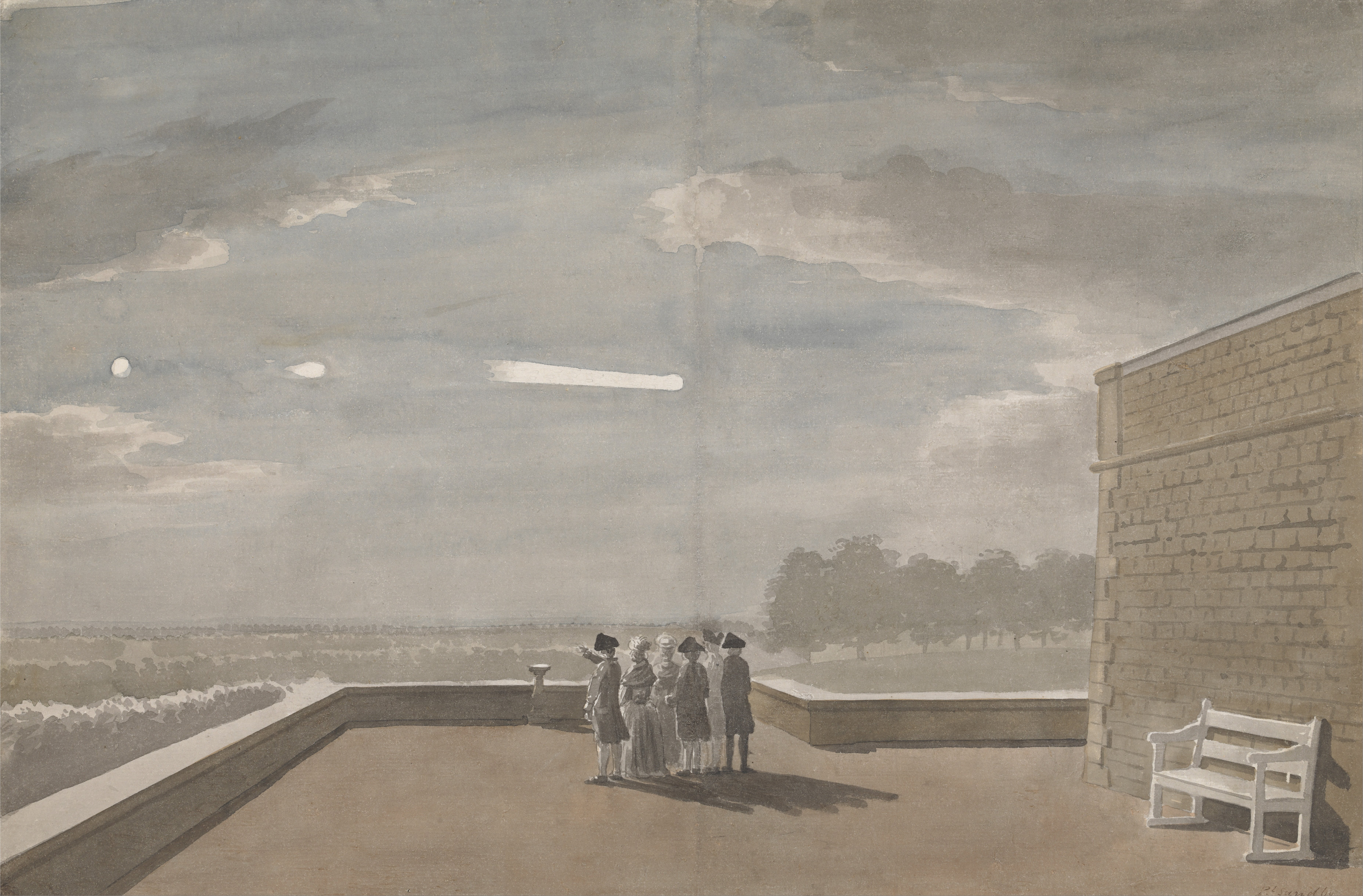
Великий метеор 1783 года, вид с восточного угла Северной террасы, Виндзорский замок, оригинальная акварель Пола Сэндби. Вулканический смог вулкана Лаки формирует туманный фон изображения.

Кавалло отметил, что метеор, который был виден в общей сложности около тридцати секунд, казалось, разделился на несколько меньших тел, следовавших сразу за основной массой, и что грохочущий шум, «как будто гром на большом расстоянии», был слышен примерно через десять минут после появления метеора, что, как он предположил, «было вестником о взрыве метеора». Другие отчеты, в частности, Александра Обера и Ричарда Эджворта, отметили красные и синие оттенки в огненном шаре.
Некоторые свидетельства были довольно причудливыми, но объяснялись оптическим явлением, аналогичным эффекту радианта, — при виде сбоку на пролетающий болид казалось, что он приближается, но после того, как он проходил минимальное расстояние до наблюдателя, создавалось впечатление, будто он начинал двигаться в обратном направлении. В лондонском журнале упомянуто письмо лейтенанта с британского военного корабля, стоявшего к северу от Ирландии, «который рассказывает, что видел тот же самый метеор, движущийся вдоль северо-восточного румба […], но добавляет нечто довольно странное, а именно, что некоторое время спустя он увидел, как тот снова движется назад, в противоположную сторону, откуда пришёл».